# Девица (филм)
Девица (енгл. Damsel) амерички је фантастични филм из 2024. Режију потписује Хуан Карлос Фреснадиљо, по сценарију Дена Маза, док главну улогу тумачи Мили Боби Браун. Филм је 8. марта 2024. приказао Netflix.

## Радња
Пословна, заштићена млада племкиња пристаје да се уда за згодног принца, али открива да његова породица намерава да је жртвује да би отплатила стари дуг. Заробљена у пећини страшног змаја, она се мора ослонити на своју памет и вољу да преживи.

## Улоге
| Глумац          | Улога          |
| --------------- | -------------- |
| Мили Боби Браун | Елоди          |
| Реј Винстоун    | лорд Бејфорд   |
| Анџела Басет    | леди Бејфорд   |
| Брук Картер     | Флорија        |
| Ник Робинсон    | принц Хенри    |
| Робин Рајт      | краљица Изабел |
| Мајло Твоми     | краљ Родерик   |